# Нурафшан
Нурафшан (узб. Nurafshon — літер. променистий, сяючий) — місто обласного підпорядкування, адміністративний центр Уртачірчікского району Ташкентської області Республіки Узбекистан.

## Історія
Набув статусу міста в 1973 році. До 2017 року іменувався Тойтепа (узб. Toʻytepa/Твйтепа) та був містом районного підпорядкування Уртачірчикського району (колишній Середньочирчикський район).
25 серпня 2017 року Сенат Олій Мажліса Республіки Узбекистан на своєму пленарному засіданні ухвалив рішення про перейменування міста Тойтепа на Нурафшан. 

## Географія

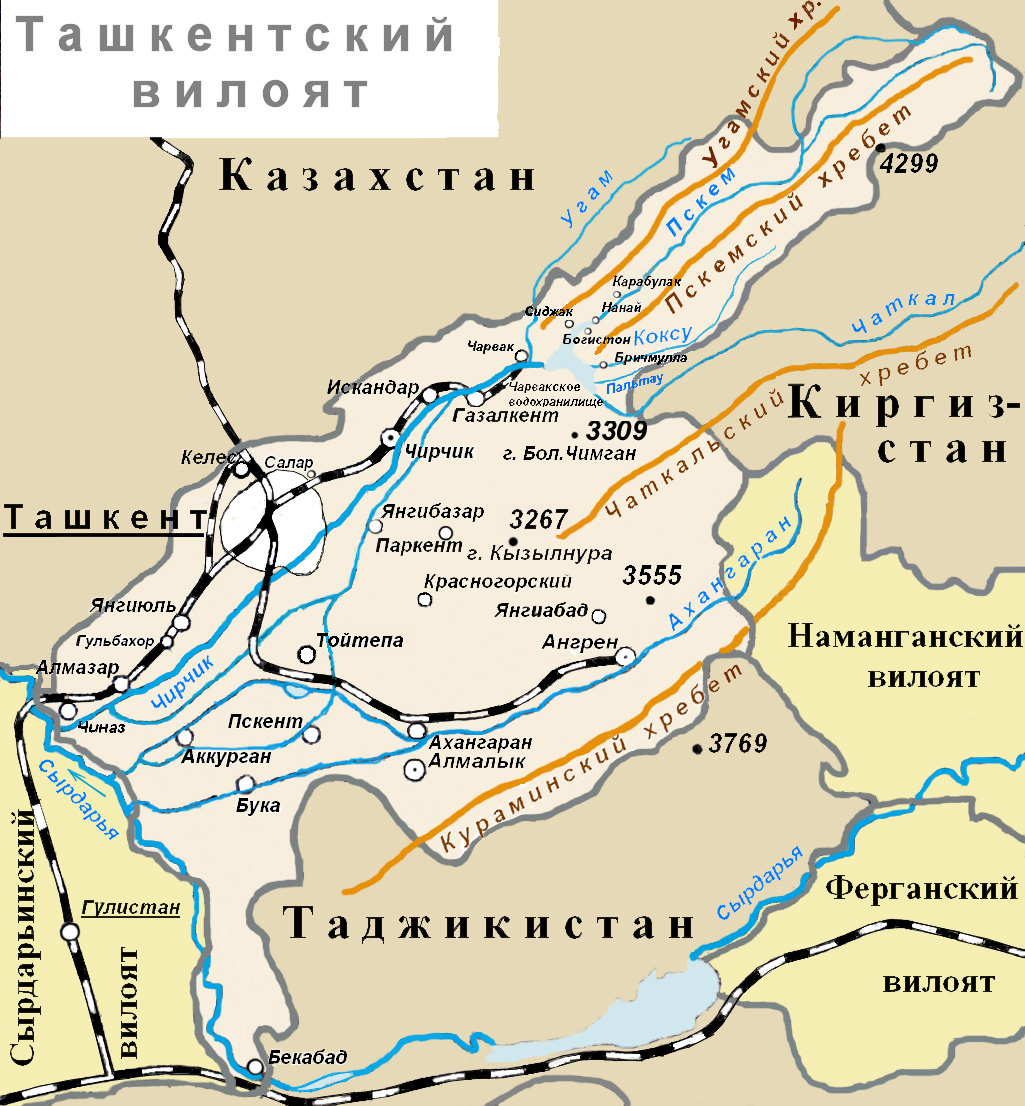
Карта — схема Ташкентської області

Місто Нурафшан розташоване за 4 км від залізничної станції Тойтепа, на автодорозі Ташкент — Коканд, за 25 км на південь від Ташкента.

## Населення
Чисельність населення Нурафшана станом на 1 липня 2018 року – 49 731 особа. За оцінними даними, раніше населення міста становило понад 29 000 осіб, а 1975 року — 17 000 осіб.

## Економіка
У місті є збагачувальна фабрика алюмінієвих руд, швейна фабрика, автотранспортні підприємства, підприємства обробної промисловості.

## Утворення
У місті знаходиться загальноосвітня середня школа №1 (колишня імені О. С. Пушкіна), яка є однією з найстаріших шкіл міста.
У школі є російські та узбецькі класи, а також наголошується на вивчення іноземних мов англійської, німецької, французької та корейської. 
Також у місті є загальноосвітня середня школа №48 (колишня імені А. П. Гайдара, розташована на вулиці Тошкент юлі), в якій теж є російські та узбецькі класи. Є 28-а загальноосвітня казахськомовна школа імені Абая.

## Визначні пам'ятки
На західній околиці міста (дорогою Нурафшан — Туябугуз) розташоване городище Улькантойтепе, яке було сильно зруйноване внаслідок розміщення на ньому військової частини за радянських часів.
Городище досліджувалося: у 1875 році – Д. М. Гременицьким, у 1884 році – М. Примкуловим та Н. І. Веселовським, у 1890 році — І. І. Краузе, у 1896 році — членами Туркестанського гуртка любителів археології, у 1923 році — М. Є. Массоном, в 1929 — А. А. Потаповим, в 1958 — Ю. Ф. Буряковим і С. X. Ішанхановим.
Тут проводилися невеликі розкопки та археологічні дослідження. Зберігся лише шахрістан прямокутної форми площею 20 га з цитаделлю в північній частині.
І цитадель, і шахрістан обнесені оборонними стінами, в останній – сліди 4-х воріт. Потужність культурного шару подекуди перевищує 10 метрів. 
Наявний матеріал дозволяє віднести обживання площі на час перших століть н.е., а розквіт життя - до IX-X століть і особливо - до XI-XII століть.
Ототожнений із середньовічним містом Нукетом. Описаний східними географами у X-XII століттях н. в епоху Караханідів, певний час був столицею володіння Ілаком, в якому був свій монетний двір. 
Під час проведення археологічних досліджень було виявлено два оссуарії, що датуються VI століттям і належать до епохи зороастризму. Зараз вони знаходяться в Музеї історії народів Узбекистану в Ташкенті.

## Відомі жителі
У місті проживав та похований повний кавалер ордена Слави Микола Іванович Голубничий.